# Marvão

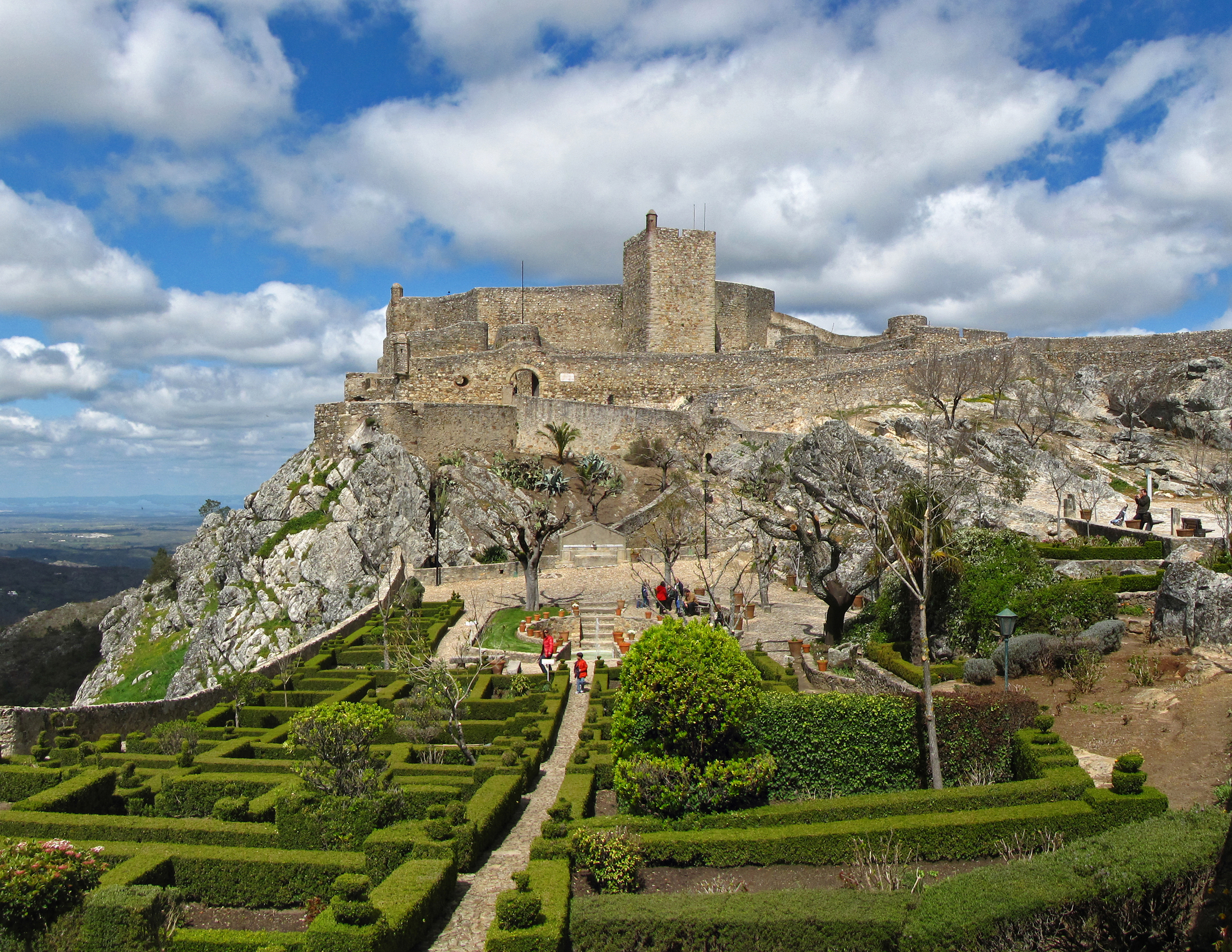
Blick auf die Burg von Marvão

Marvão ist eine an der spanischen Grenze gelegene Kleinstadt (Vila) und ein Kreis (Concelho) in Portugal mit 3021 Einwohnern (Stand 19. April 2021). Er gehört zum Distrikt Portalegre.
Auf einem 800–860 m hohen Felsplateau gelegen, bietet die Stadt einen schönen Blick über die umliegende Serra de São Mamede. Dank seiner strategischen Lage im Grenzgebiet zu Spanien blickt der Ort auf eine bewegte Geschichte zurück. Im Zusammenhang mit den steten Bedrohungen und Eroberungen über die Jahrhunderte sind die umfangreichen Befestigungsanlagen der Stadt entstanden. Ein Antrag auf Anerkennung als UNESCO-Welterbe lief von 2000 bis 2017, wird jedoch nicht weiter verfolgt.

## Geschichte
Seit der Altsteinzeit und besonders seit der Jungsteinzeit siedelten hier Menschen, wovon über 20 Antas zeugen. Die später entstandenen eisenzeitlichen Siedlungen und Castros wurden von den Römern ab dem 2. Jahrhundert v. Chr. unterworfen. Ausgrabungen römischer Landgüter belegen die folgende intensive landwirtschaftliche Nutzung des Gebietes. Ammaia (heute São Salvador da Aramenha) war eine Civitas im heutigen Kreisgebiet. Ammaia wurde zum Municipium erhoben, bis es ab dem 5. Jahrhundert durch einfallende Germanenstämme unterworfen wurde und vermutlich durch einen Dammbruch überschwemmt und weitgehend aufgegeben wurde.
Ab 711 eroberten die Mauren die Iberische Halbinsel. Sie fanden hier die Festungsreste der Stadt Ammaia vor, die sie Burg von Ammaia nannten. Der galicische Konvertite Ibn Marwan (Bem Marvão) errichtete 884 eine neue Festung und legte eine nach ihm benannte Ortschaft an, aus der sich das heutige Marvão entwickelte.

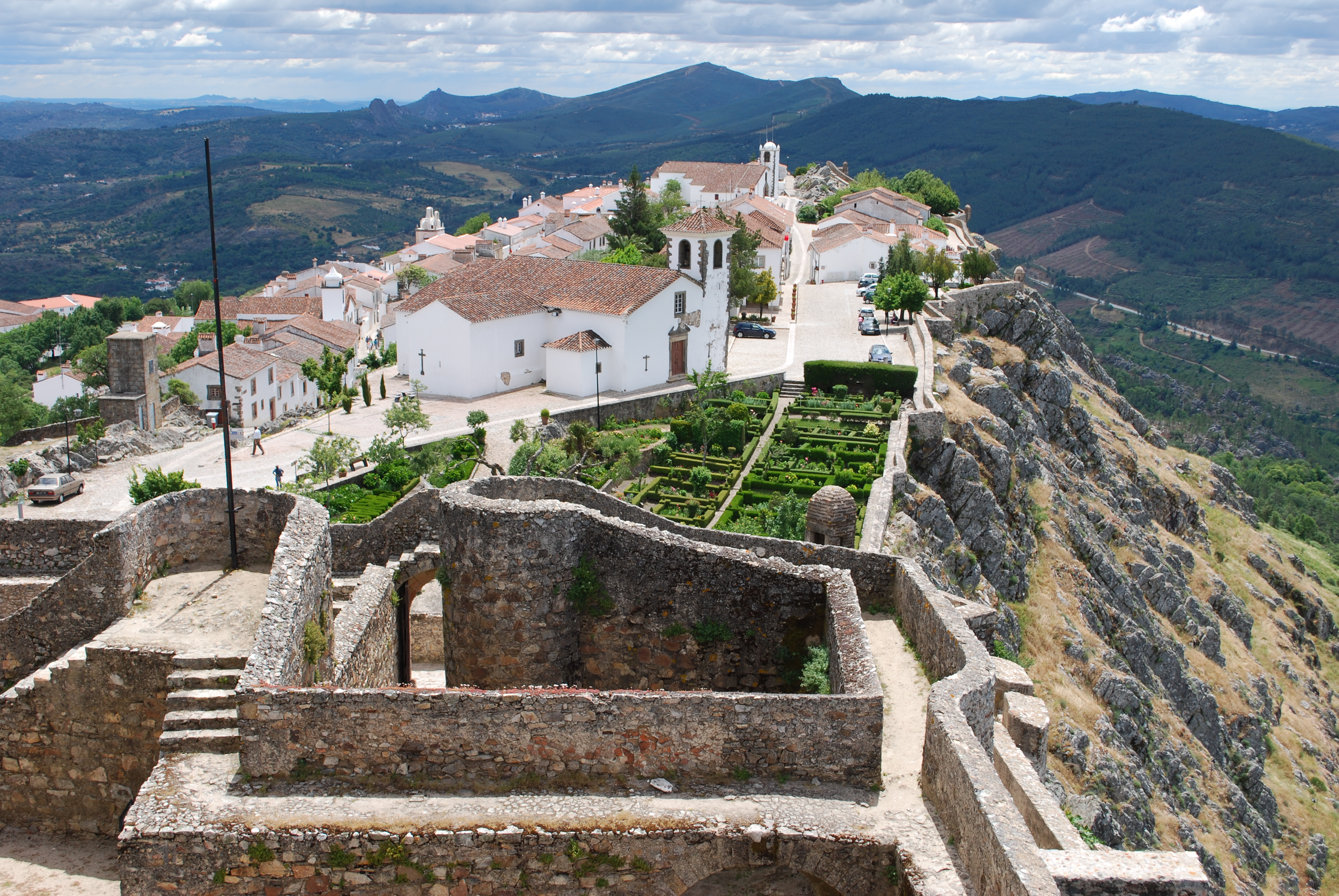
Blick von der Burg auf das historische Ortszentrum

Nach einer ersten Eroberung 1166 durch Portugals ersten König, Afonso Henriques konnte erst König Sancho II. den Ort 1226 endgültig einnehmen und neu besiedeln.
Im Verlauf des Restaurationskrieges (1640–1668) wurden die Festungsanlagen umgebaut, und Marvão wurde nach 1641 vor allem 1648 Ziel spanischer Angriffe. Im Zusammenhang mit dem Spanischen Erbfolgekrieg erlebte der Ort 1704 eine französisch-spanische Invasion. Zum Ende des Siebenjährigen Krieges war der Ort 1762 einer der wenigen Schauplätze tatsächlicher Gefechte in Portugal, als spanische Truppen die von Graf Wilhelm zu Schaumburg-Lippe organisierte Verteidigung angriffen. Während der Napoleonischen Invasionen fiel Marvão dann in französische Hand, um 1808 durch portugiesisch-spanische Aufständische wieder befreit zu werden.
Im Miguelistenkrieg wurde der Ort 1833 mit Zustimmung der Bevölkerung durch liberale Truppen eingenommen, die mit Unterstützung der Bewohner und mit Nachschub aus Spanien einer Belagerung durch absolutistische Truppen 1834 trotzten. Im Juli 1847 wurde Marvão ein letztes Mal erobert, durch Truppen unter dem spanischen General Concha im Zusammenhang mit dem Bürgerkrieg zwischen liberalen Setembristen und konservativen Cartisten.

## Kultur und Sehenswürdigkeiten

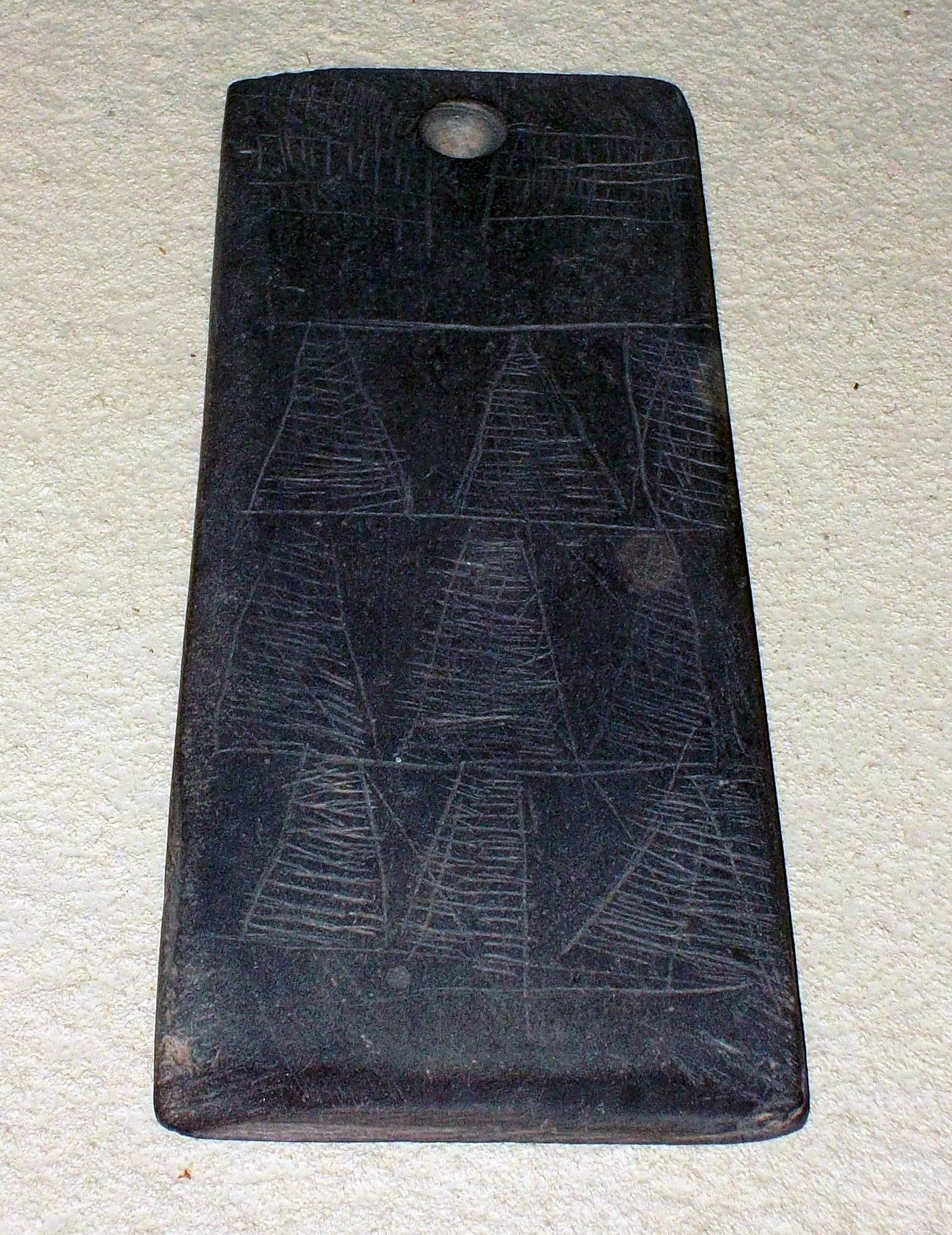
Schieferplattenidol von Marvão

Zu den Baudenkmälern des Ortes zählt u. a. die Burg und dazugehörige Befestigungen, historische Brunnenanlagen und Brücken, das Herrenhaus Palácio Bourbon e Valle (auch Palácio dos Barros Castelo-Branco Barba Mouzinho e Mattos), und die ab 1954 eingerichtete Pousada. Auch eine Reihe denkmalgeschützter Sakralbauten sind in Marvão zu finden, darunter das Kloster Convento de Nossa Senhora da Estrela. Der Gotikbau wurde 1448 begonnen und danach mehrmals erweitert und umgestaltet.
Der historische Ortskern steht zudem als Ganzes unter Denkmalschutz.
Im alten Rathaus ist die dreigeschossige Casa da Cultura untergebracht. In einer Dauerausstellung wird traditionelles Kunsthandwerk der Region gezeigt, das in einer Werkstatt im Haus auch hergestellt und verkauft wird. Daneben finden in anderen Räumen Wechselausstellungen und andere Veranstaltungen statt. Auch das Stadtarchiv ist hier untergebracht.
Das 1987 in der ehemaligen Kirche Santa Maria eröffnete Stadtmuseum Museu Municipal zeigt sakrale, ethnografische und archäologische Exponate der Region.
Weitere Museen sind das zweigeschossige interaktive Heimatkundemuseum in der alten Wassermühle Moinho da Cova, und die römischen Ausgrabungsstätten Ammaia in der Gemeinde São Salvador da Aramenha.
Wanderwege und Lehrpfade sind in und um Marvão und der Serra de São Mamede angelegt. Auch Stadtführungen, Ausflüge auf Pferden und andere thematische Rundgänge werden angeboten.

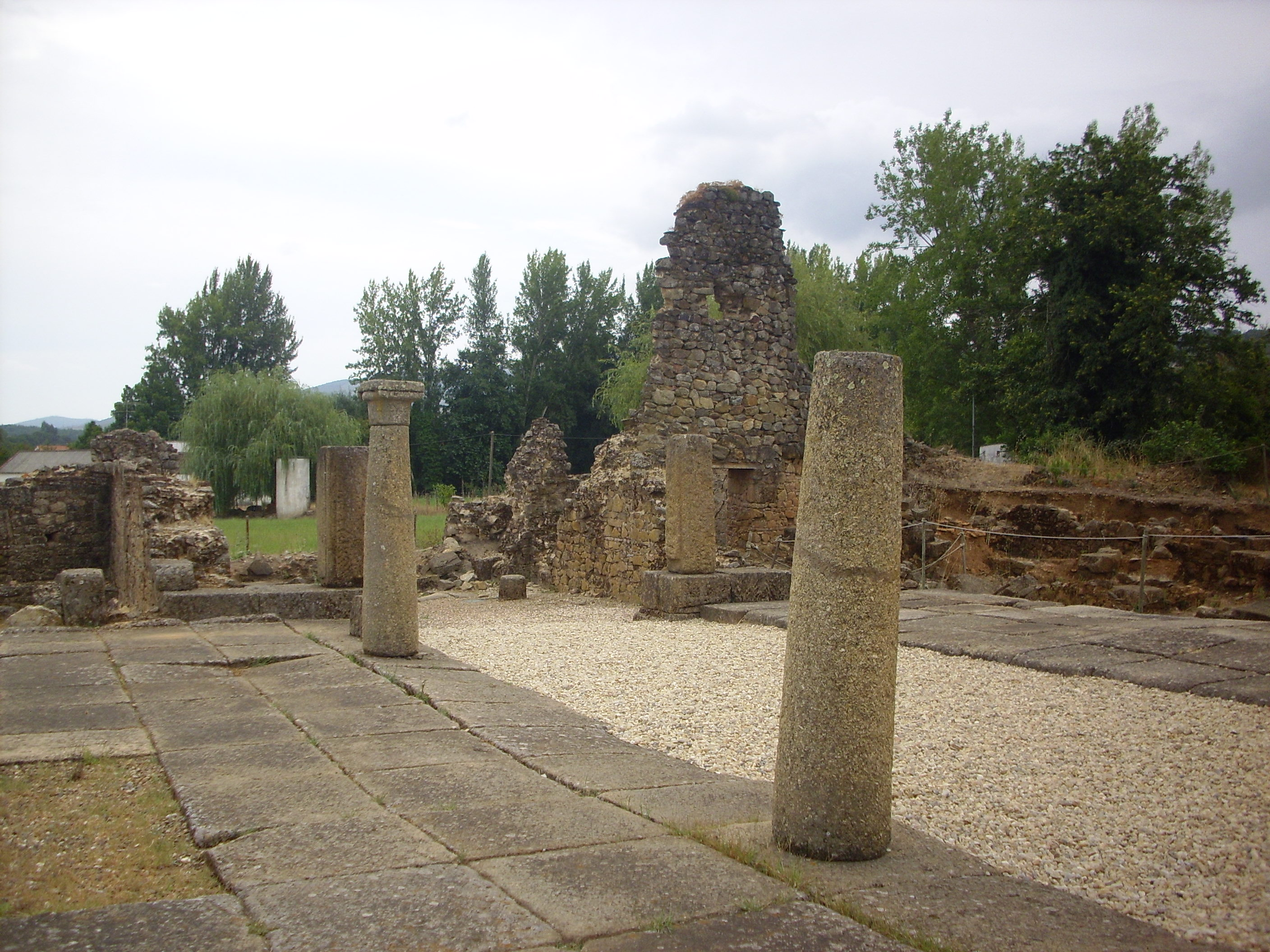
Die römische Ausgrabungsstätte Ammaia in der Gemeinde São Salvador da Aramenha

Seit 2013 findet in Marvão und umgebenden Dörfern das internationale Filmfestival Festival Internacional de Cinema de Marvão statt.
Seit 2014 findet hier von Ende Juli bis Anfang August das Marvão International Music Festival statt. Es wurde von dem deutschen Dirigenten Christoph Poppen initiiert.

## Verwaltung

### Kreis
Marvão ist Verwaltungssitz eines gleichnamigen Kreises. Im Norden und Osten grenzt der Kreis Marvão an Spanien, die Nachbarkreise sind im Süden Portalegre und im Nordwesten Castelo de Vide.
Der Kreis (Concelho) Marvão besteht aus vier Gemeinden (Freguesias), von denen Santa Maria de Marvão das eigentliche Stadtgebiet Marvãos umfasst.

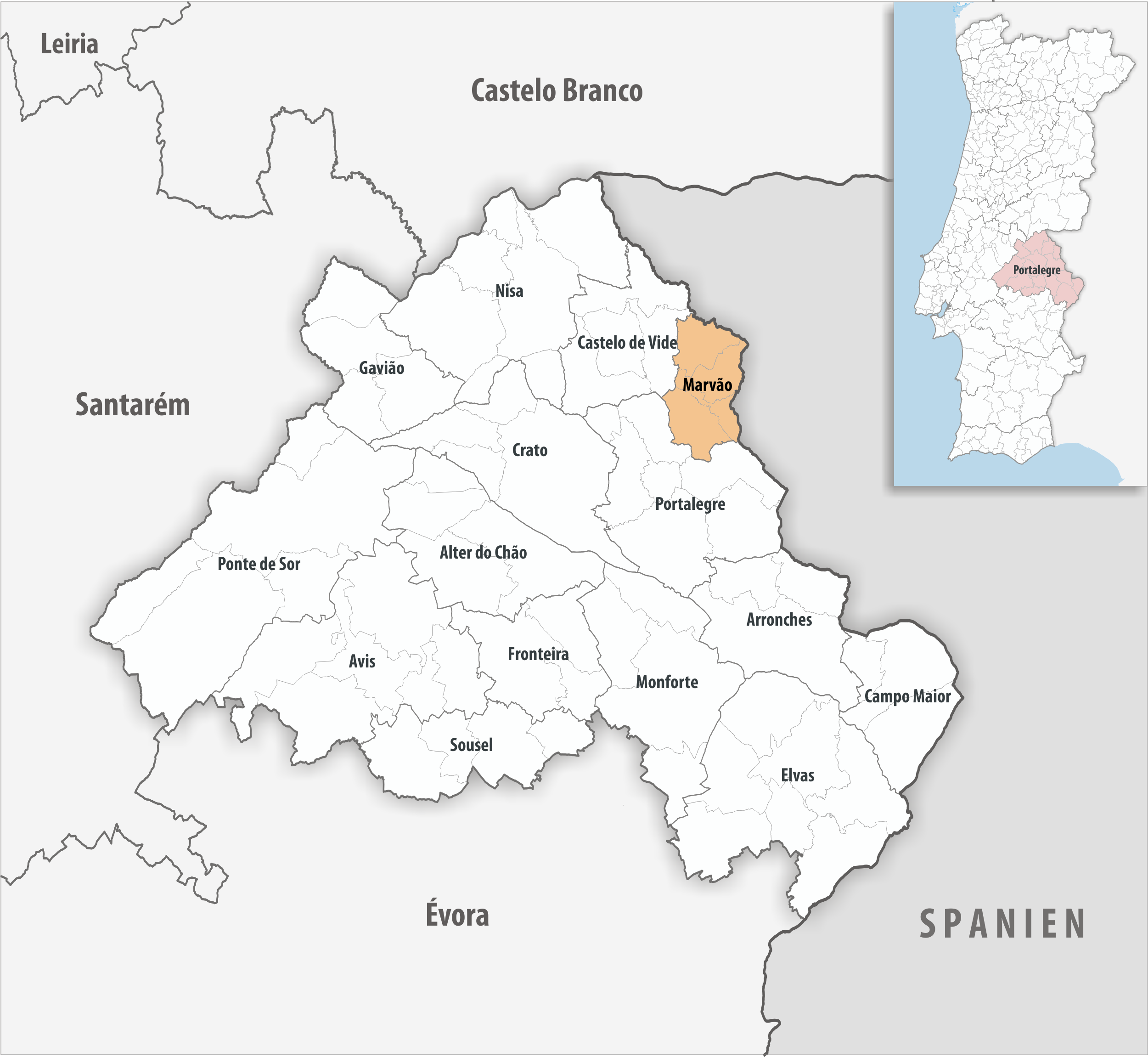
Kreis Marvão

Die Gemeinden sind im Einzelnen:
| Gemeinde                 | Einwohner (2021) | Fläche km² | Dichte Einw./km² | LAU- Code |
| ------------------------ | ---------------- | ---------- | ---------------- | --------- |
| Beirã                    | 427              | 44,76      | 10               | 121001    |
| Santa Maria de Marvão    | 398              | 23,35      | 17               | 121002    |
| Santo António das Areias | 961              | 35,99      | 27               | 121003    |
| São Salvador da Aramenha | 1.235            | 50,80      | 24               | 121004    |
| Kreis Marvão             | 3.021            | 154,90     | 20               | 1210      |

### Bevölkerungsentwicklung
| Einwohnerzahl im Kreis Marvão (1801–2011) | Einwohnerzahl im Kreis Marvão (1801–2011) | Einwohnerzahl im Kreis Marvão (1801–2011) | Einwohnerzahl im Kreis Marvão (1801–2011) | Einwohnerzahl im Kreis Marvão (1801–2011) | Einwohnerzahl im Kreis Marvão (1801–2011) | Einwohnerzahl im Kreis Marvão (1801–2011) | Einwohnerzahl im Kreis Marvão (1801–2011) | Einwohnerzahl im Kreis Marvão (1801–2011) | Einwohnerzahl im Kreis Marvão (1801–2011) |
| ----------------------------------------- | ----------------------------------------- | ----------------------------------------- | ----------------------------------------- | ----------------------------------------- | ----------------------------------------- | ----------------------------------------- | ----------------------------------------- | ----------------------------------------- | ----------------------------------------- |
| 1801                                      | 1849                                      | 1900                                      | 1930                                      | 1960                                      | 1981                                      | 1991                                      | 2001                                      | 2004                                      | 2011                                      |
| 4.048                                     | 3.780                                     | 5.994                                     | 7.116                                     | 7.478                                     | 5.418                                     | 4.419                                     | 4.029                                     | 3.739                                     | 3.512                                     |

### Kommunaler Feiertag
- 8. September

### Städtepartnerschaften
- Brasilien: Castelo do Piauí, Bundesstaat Piauí[24]

## Verkehr
Bis zur Einstellung des Personenverkehrs am 1. Januar 2012 war der Ort über die Eisenbahnstrecke Ramal de Cáceres zu erreichen.
Marvão liegt an der Nationalstraße N246, die 50 km nordwestlich auf die Autobahn A23 (hier auch Europastraße 802) trifft, nachdem sie nach etwa 26 km bei Alpalhão in die IP2 übergangen ist.